# Sympycnus cilifemoratus
Sympycnus cilifemoratus är en tvåvingeart som beskrevs av Octave Parent 1932. Sympycnus cilifemoratus ingår i släktet Sympycnus och familjen styltflugor. Inga underarter finns listade i Catalogue of Life.